# Les Amants du faubourg
Pour plus de détails, voir Fiche technique et Distribution.
Les Amants du faubourg (Žižkovská romance) est un film tchécoslovaque réalisé par Zbyněk Brynych, sorti en 1958.

## Synopsis
Un plâtrier, Mirek Helebrandt, rencontre une factrice, Helena Dobiásová, à la suite d'un accident de la route sans gravité.

## Fiche technique
- Titre : Les Amants du faubourg
- Titre original : Žižkovská romance
- Réalisation : Zbyněk Brynych
- Scénario : Zbyněk Brynych et Vladimír Kalina
- Musique : Jiří Sternwald
- Photographie : Jan Čuřík
- Montage : Miroslav Hájek
- Société de production : Ceskoslovenský Státní Film
- Pays :  Tchécoslovaquie
- Genre : Drame et romance
- Durée : 100 minutes
- Dates de sortie : 
  -  France : mai 1958 (festival de Cannes)

## Distribution
- Renata Olarova : Helena Dobiásová
- Jiří Vala : Mirek Helebrandt
- František Kreuzmann : M. Helebrandt, le père de Mirek
- Milada Smolíková : Mme. Helebrandtová, la mière de Mirek
- Václav Polácek : oncle Tylínek
- Hanus Bor : Petrík
- Valentina Thielová : Kalousová, la voisine d'Helena
- George Skalenakis : Kalous
- Jirí Dohnal : Dr. Tachezy, le vétérinaire
- Frantisek Miroslav Doubrava : Sláva Lunácek
- Václav Lohniský : le garagiste Rudolf Polácek
- Ema Skálová : Vera, la femme de Poláck
- Ruzena Lysenková : Stárková, la voisine d'Helena
- Stanislav Neumann : Valis
- Eduard Cupák :  Cína
- Jana Brejchová : Jana
- Eva Jirousková : Eva
- Eva Svobodová : Jarosová, la voisine d'Helena
- Antonín Novotný : Karel Freit
- Ludmila Roubíková : Jonásová, la voisine d'Helena
- Vlasta Janecková : Hanka
- Václav Vselicha : Robert Jaros

## Distinctions
Le film a été présenté en sélection officielle en compétition au Festival de Cannes 1958.